# Manoir de la Saucerie
Pour les articles homonymes, voir Saucier.
Le manoir de la Saucerie ou La Saucerie est une demeure, vestige d'un ensemble fortifié qui se dresse sur le territoire de l'ancienne commune française de La Haute-Chapelle, dans le département de l'Orne, en région Normandie.
Monument remarquable et pittoresque de l'ancien duché de Normandie, le manoir est classé au titre des monuments historiques.

## Localisation
Le manoir est situé au bord de l'Égrenne, à 3 kilomètres à l'ouest de la La Haute-Chapelle, au sein de la commune nouvelle de Domfront en Poiraie, dans le département français de l'Orne.

## Historique
En 1198, la duchesse Aliénor d'Aquitaine donne à titre de seigneurie, de nombreuses terres voisines de son château de Domfront, dont ses terres des bocages de Rouellé-la-Haute-Chapelle, à son vassal Robert le Saucier, bailli de Domfront et maître d'hôtel de la reine. Un premier logis seigneurial est construit sur une motte fossoyée dans les marais de La Haute-Chapelle, dont le domaine prend pour nom son patronyme.

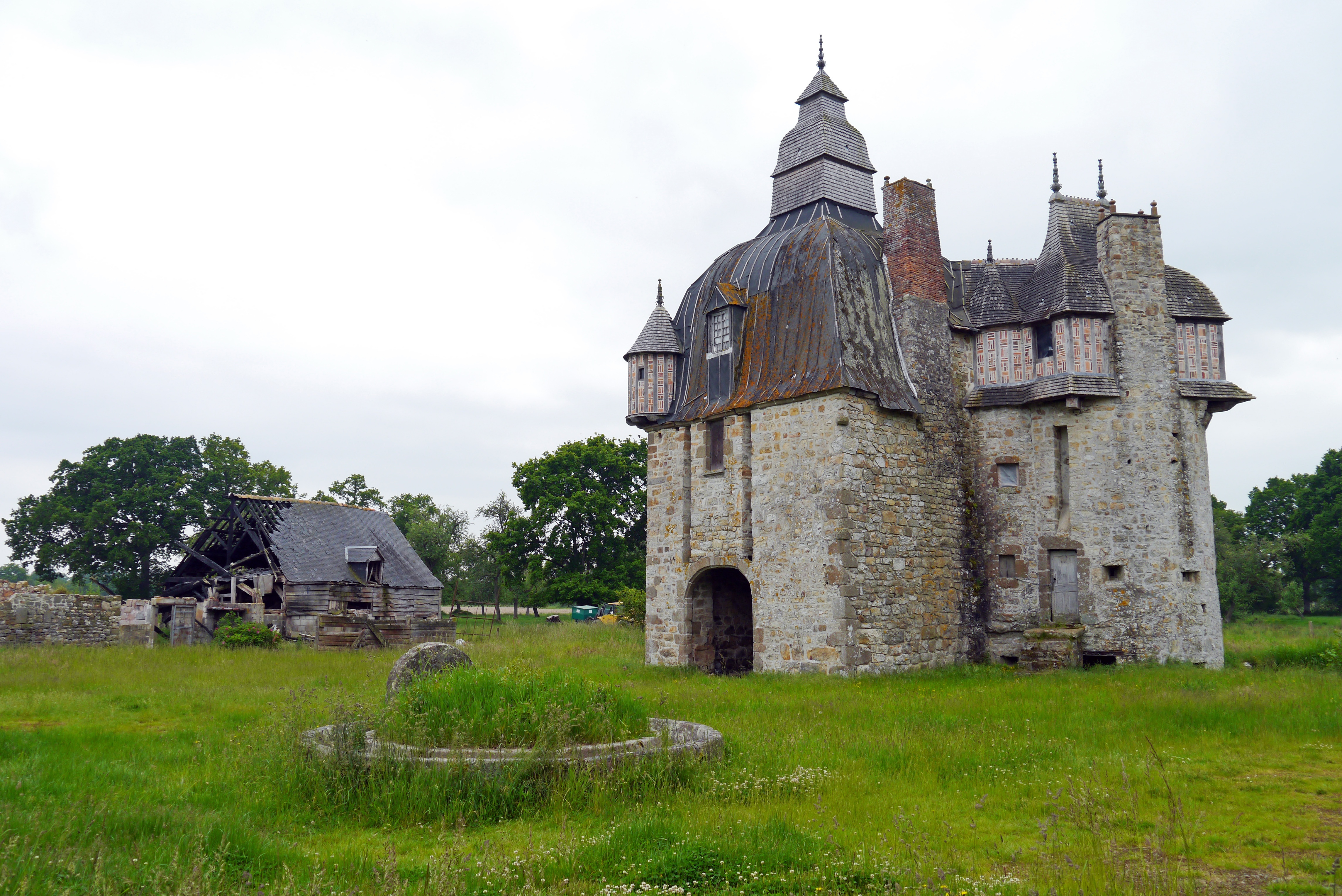
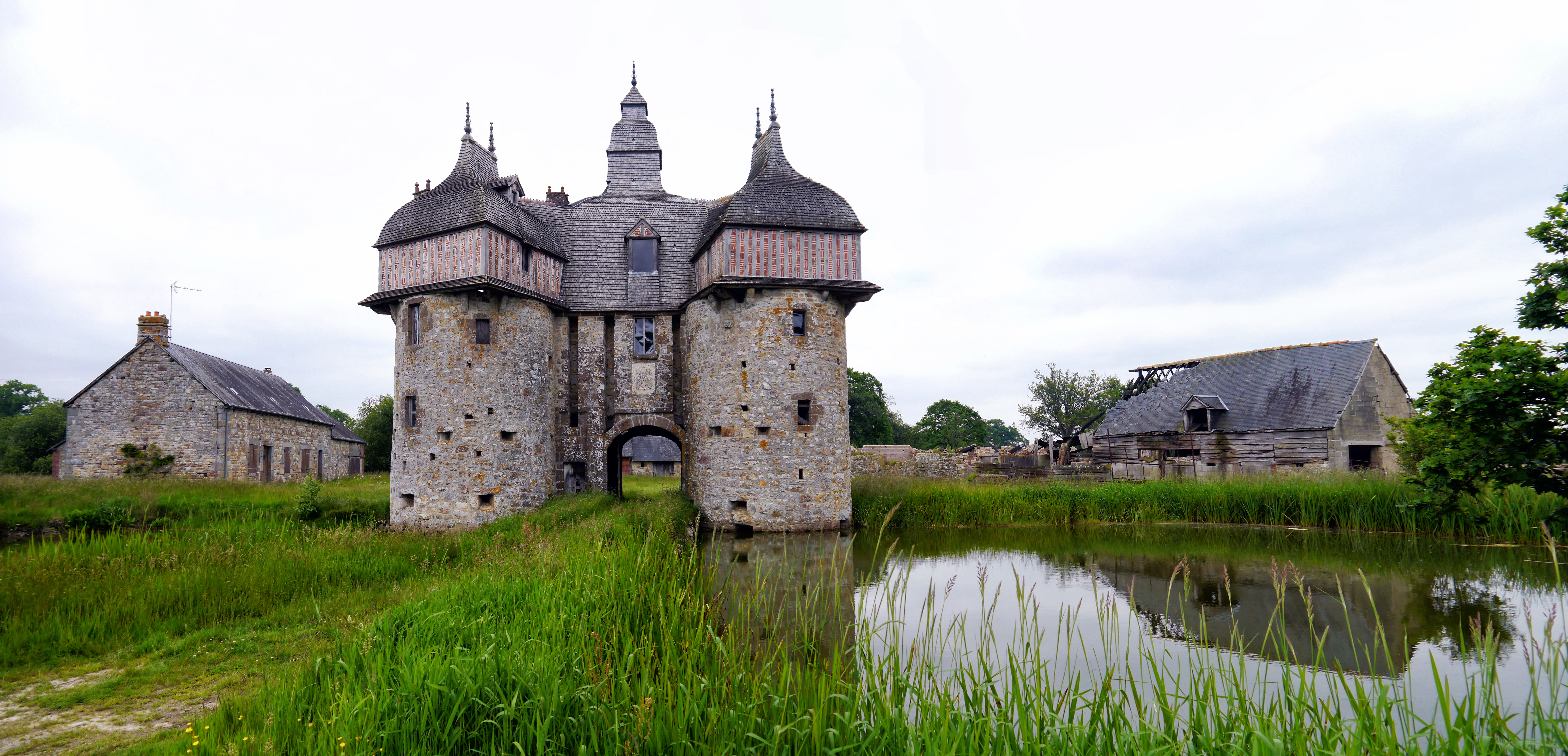
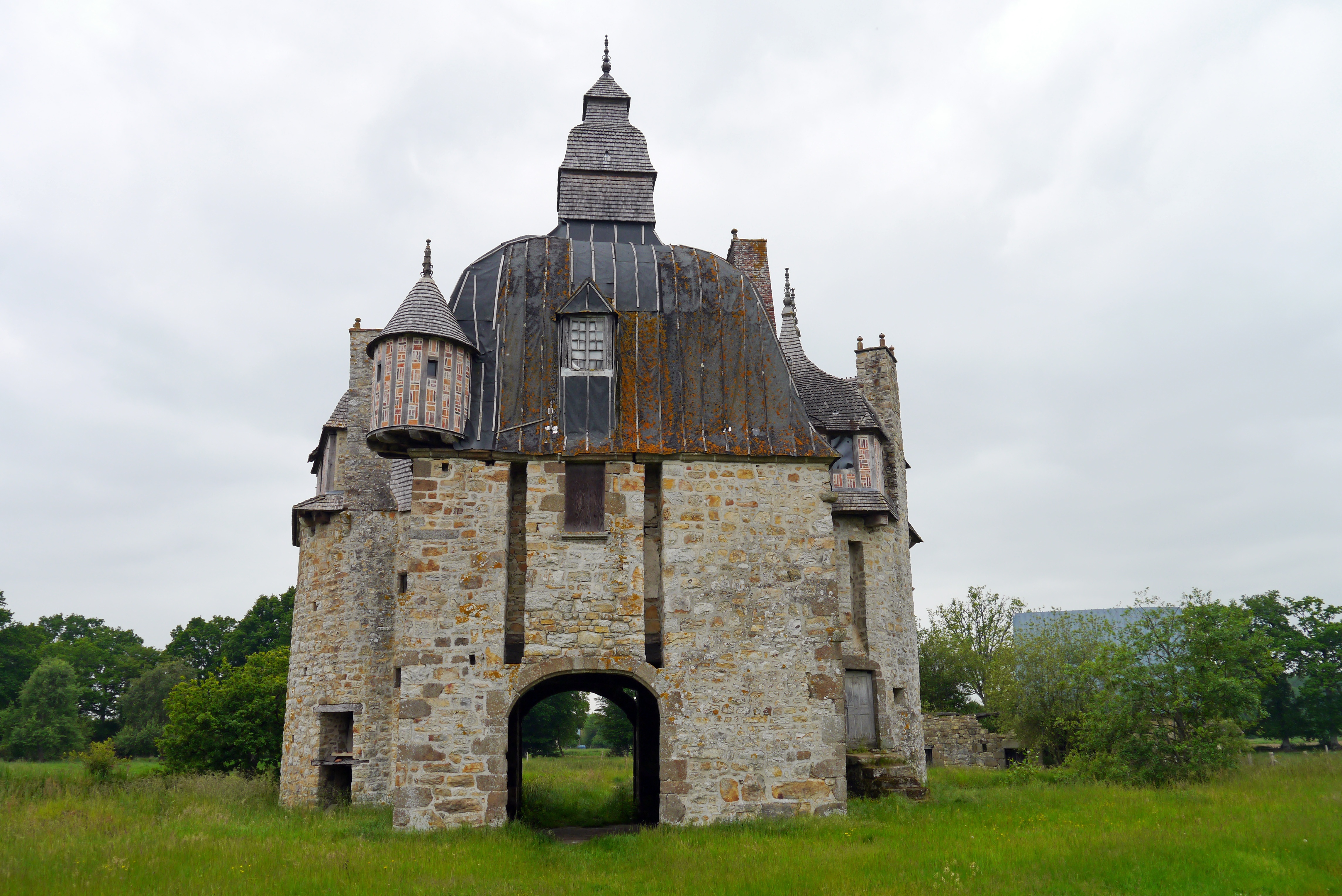

Au XIVe siècle le château passe par mariage et héritage à la famille de Villaines, puis au XVe siècle à la famille Doynel, qui fait construire un puissant château fort sur le précédent, avec logis seigneurial, corps de ferme, et puissant châtelet monumentale d'entrée des XVe et XVIe siècles, en grès armoricain paré de granit, constituée d'une tour de fortification principale, flanquée de deux tours rondes latérales, sur quatre niveaux et trois étages, avec créneaux, mâchicoulis, hourds, poternes, meurtrières, échauguettes, pont-levis, douves, canonnières, etc. À la fin du XVIe siècle, c'est au manoir que Jacques Doynel réuni les gentilshommes de la région. Le logis seigneurial est transformé en manoir Renaissance, avant d’être entièrement détruit par incendie en 1860.

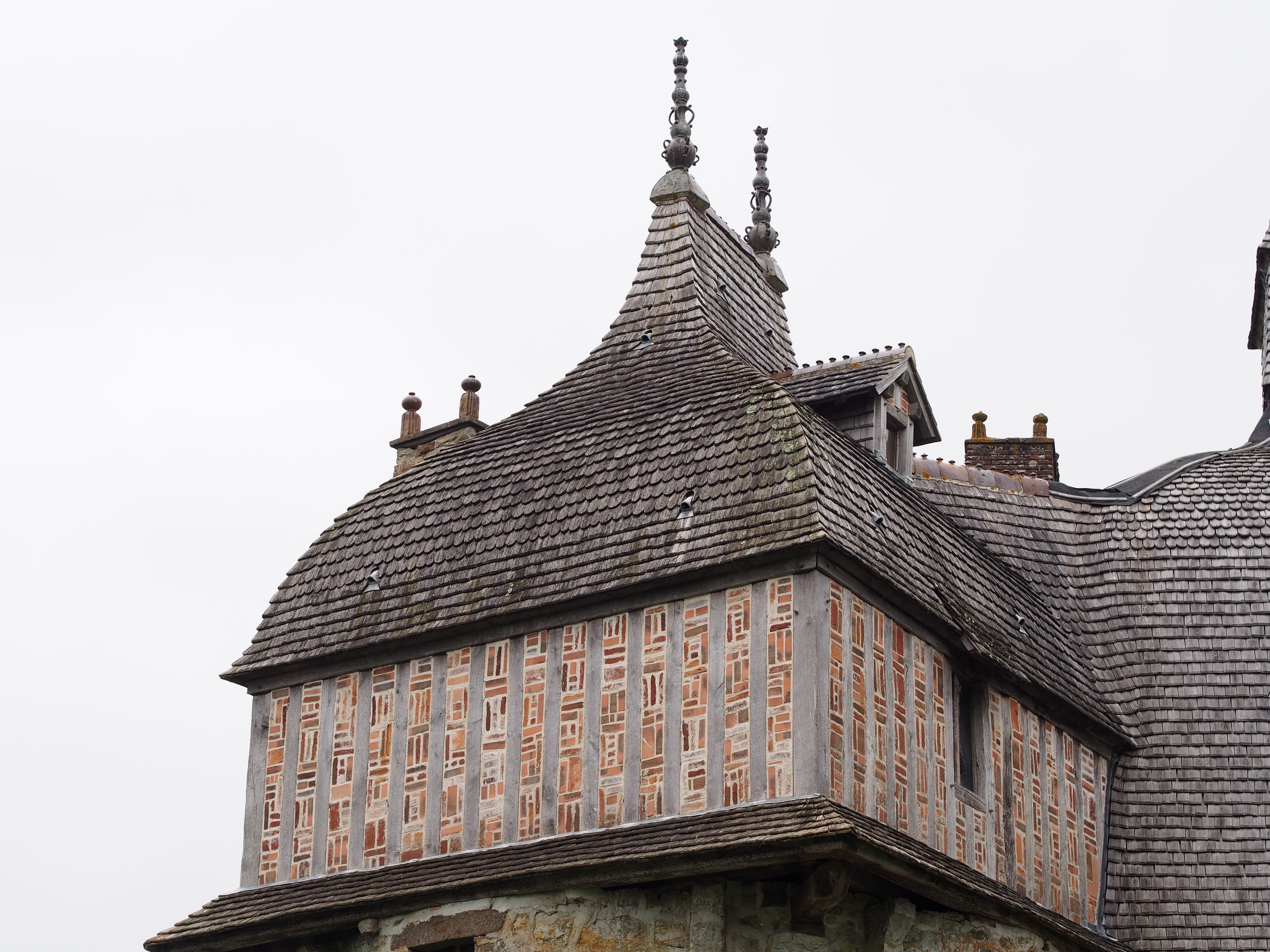
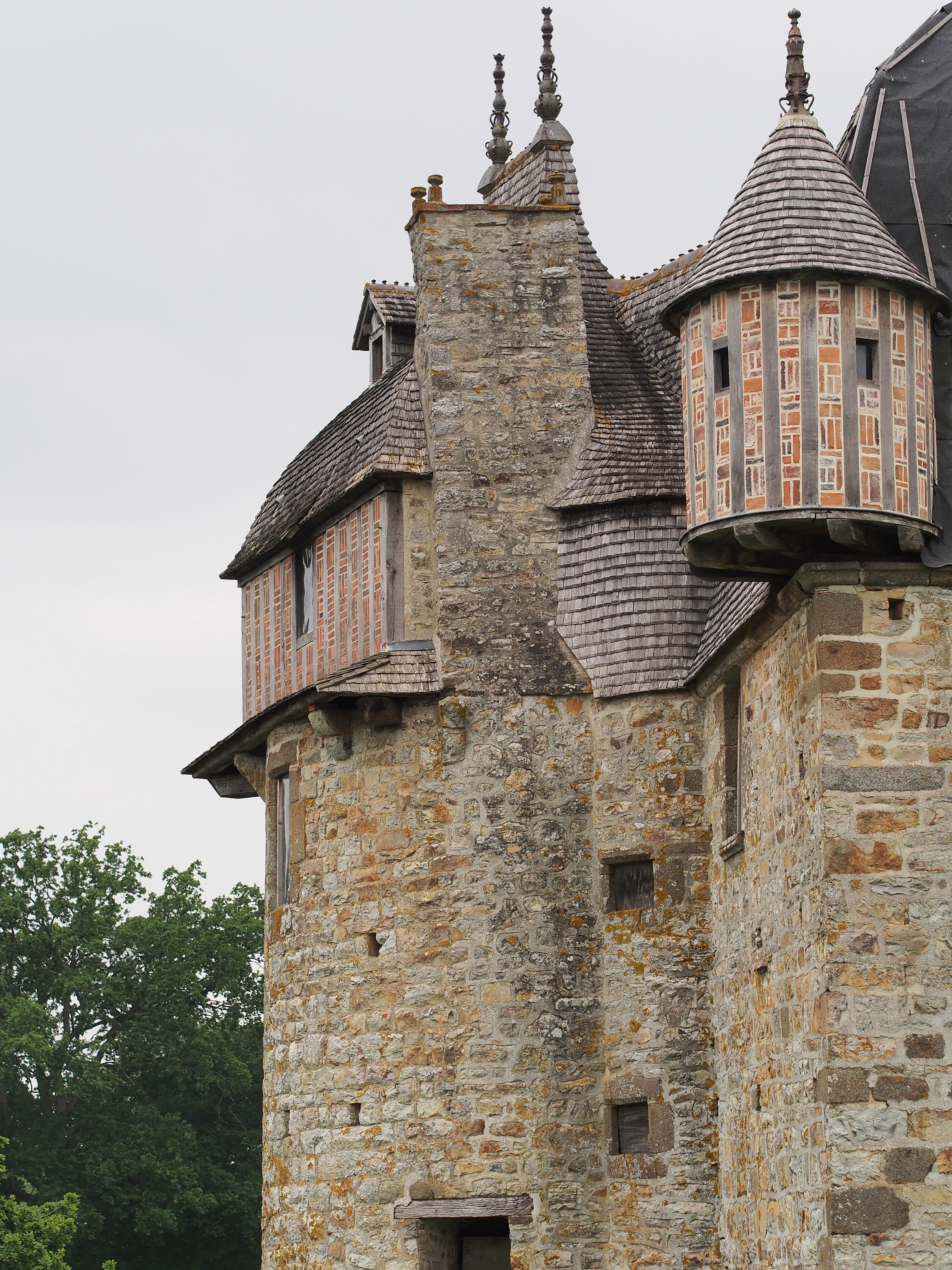
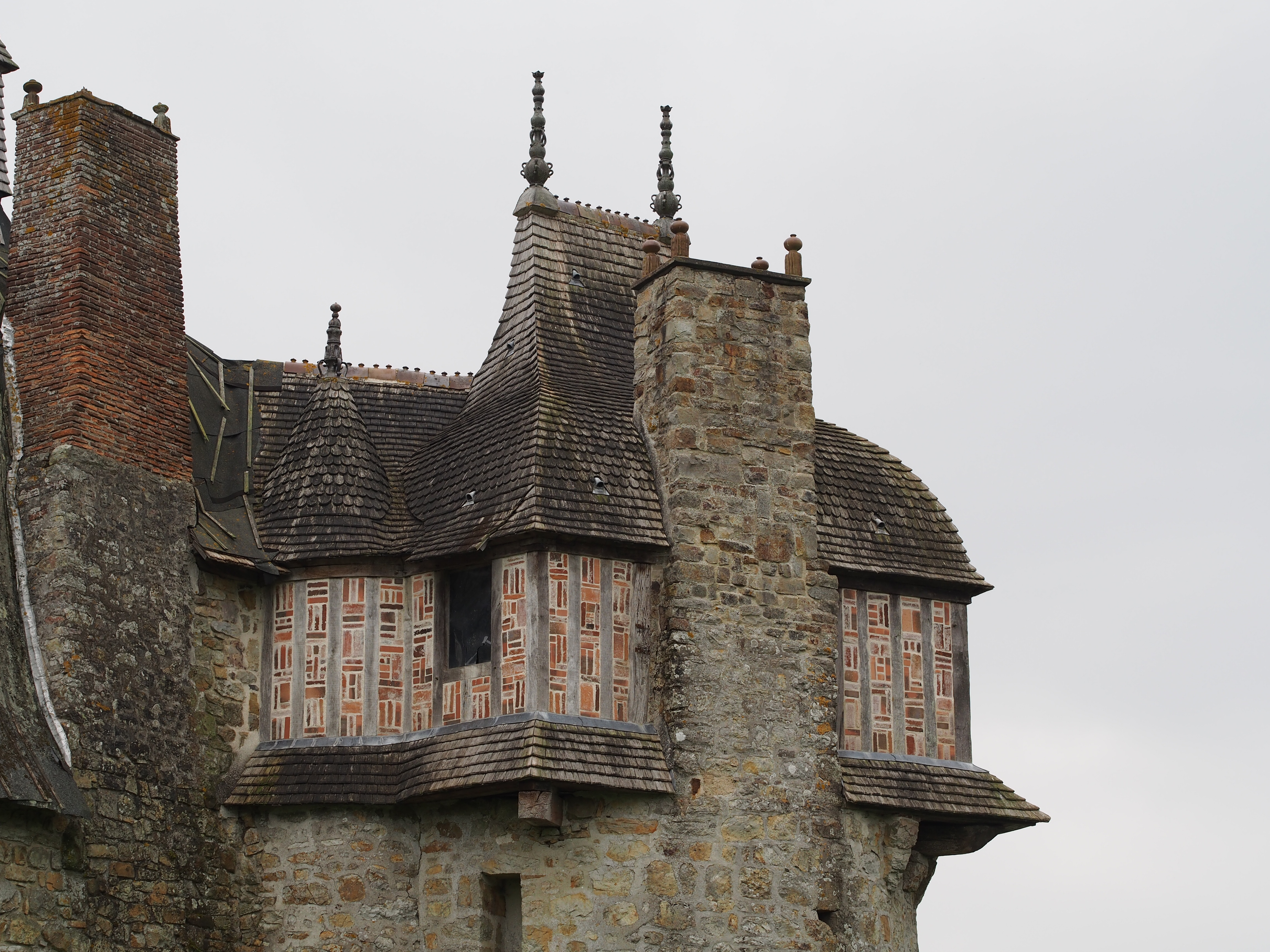
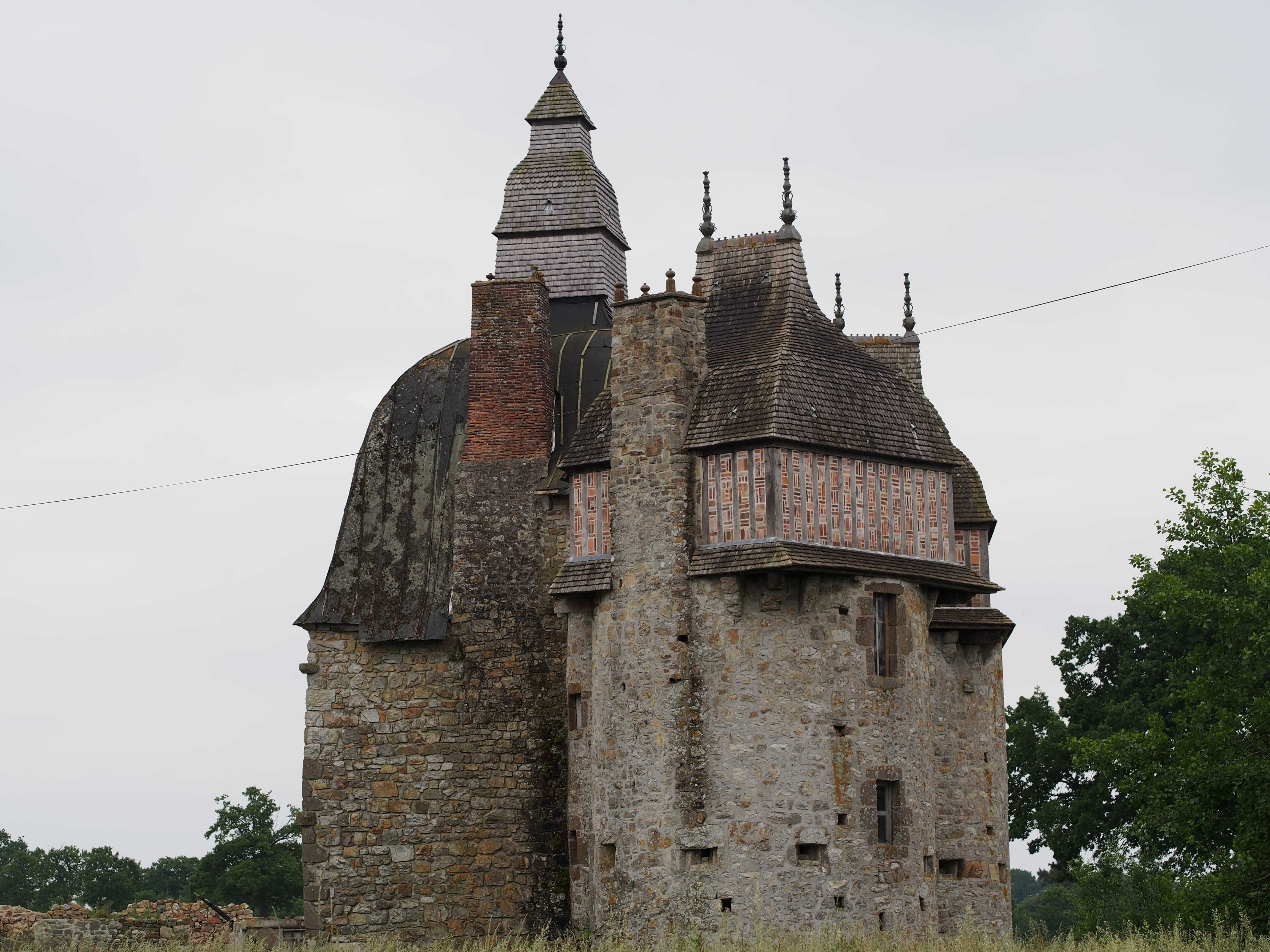

Aux XVIe et XVIIe siècles le châtelet est transformé. Les parties hautes fortifiées sont remplacées par des pans de style maison à colombages normands en bois et briques, avec toitures en forme de carène de bateau renversée, de style dôme à l’impérial à clocheton, couverts de bardeaux de châtaignier.
A la Révolution française, le manoir est vendu comme bien national, puis démantelé en grande partie. Racheté au XIXe siècle par les Doynel, il a été cédé en 2021 par leur descendante Élyette Saint-Léger, née Doynel de La Saucerie.

## Description
Le châtelet d'entrée, seul reste d'un manoir des XVe – XVIe siècles, est composé d'une tour carrée saillante avec une porte refaite en plein cintre barrée par un pont-levis et dont les angles extérieurs sont pourvus de  poivrières en colombage et les angles côté cour sont flanqués de grosses tours cylindriques.

## Protection
Le manoir de la Sausserie est classé au titre des monuments historiques par arrêté du 29 août 1955.